# BFC Daugavpils
Bērnu Futbola Centrs Daugavpils (en español: Centro de Fútbol Infantil de Daugavpils), es un equipo de fútbol letón de la ciudad de Daugavpils, que juega en la Virslīga. Los partidos de casa los juega en el Estadio Celtnieks de Daugavpils, con una capacidad de 3.980 personas. El actual entrenador del club es Viktors Morozs.

## Historia
El club se fundó en 2009 y participando en la Primera Liga de Letonia. Tras jugar las cuatro primeras temporadas en dicha división, en 2010, 2011, 2012 y 2013 respectivamente, el club alcanzó su mejor posición en 2013. Tras la séptima posición en 2010, la octava posición en 2011 y la cuarta posición en 2012, el siguiente año el Daugavpils acabó el campeonato en primera división. Tras lo conseguido accedieron automáticamente a la máxima categoría del fútbol letón. La siguiente temporada en la Virslīga acabó en octava posición en la liga.

### Clasificación

#### 2010-2019
| 2010 | Primera Liga | 7.°            | -                                                |
| 2011 | Primera Liga | 4.°            | -                                                |
| 2012 | Primera Liga | 4.°            | Tercera ronda                                    |
| 2013 | Primera Liga | Campeón        | Cuarta ronda                                     |
| 2014 | Virslīga     | 8.°            | Tercera ronda                                    |
| 2015 | Virslīga     | 6.°            | Cuartos de final                                 |
| 2016 | Virslīga     | 8.°            | Semifinales                                      |
| 2017 | Primera Liga | 3.°            | Cuartos de final (2016-17) - Cuarta ronda (2017) |
| 2018 | Primera Liga | Campeón        | Cuartos de final                                 |
| 2019 | Virslīga     | 8.° (en juego) | Cuartos de final                                 |

## Entrenadores
- Kirils Kurbatovs (2012-2015)
- Sergejs Pogodins (2015-2017)
- Viktors Morozs (2017-presente)

## Escuela de fútbol
En junio de 2016 se creó el Futbola centrs Daugavpils. Actualmente cuenta con 498 niños. En 2018 cambió su nombre por el de Futbola Skola Daugavpils.

## Palmarés
- Primera Liga de Letonia (2): 2013, 2018

## Participación en competiciones de la UEFA
| Temporada | Torneo                 | Ronda         | Club        | Casa | Visita | Global |
| --------- | ---------------------- | ------------- | ----------- | ---- | ------ | ------ |
| 2025-26   | UEFA Conference League | Primera ronda | KF Vllaznia | 2-4  | 1-0    | 3-4    |